# Stefano Di Muzio
Stefano Di Muzio (ur. 17 października 1983 r.) – włoski kulturysta.

## Życiorys
Pochodzi z Chieti. Absolwent uczelni wyższej o profilu technicznym: Istituto Tecnico Commerciale e per Geometri "F. Galiani". 
Należy do Międzynarodowej Federacji Kulturystyki i Fitnessu (IFBB). W 2008 roku brał udział w zawodach Mr. Universe, organizowanych przez federację NABBA. W kategorii Medium-Tall wywalczył brązowy medal. Rok później zwyciężył zawody Ludus Maximus w kategorii wagowej superciężkiej. W październiku 2012 wystąpił na Mistrzostwach Świata w Kulturystyce federacji IBFA. W 2015 roku uzyskiwał szereg wyróżnień. W trakcie Mistrzostw Włoch, w kategorii wagowej przekraczającej 90 kg, zdobył srebrny medal. Drugie miejsce na podium objął też podczas zawodów Olympia Day (w kategorii 90 kg+) oraz Amateur Olympia Spain (w kategorii superciężkiej).
Chwalony jest jako kulturysta o olbrzymich proporcjach ciała; serwis libero.it nazwał go "górą mięśni", ale też "wielkim sportowcem". Szczególnie rozbudowane są klatka piersiowa, nogi i bicepsy zawodnika.
W listopadzie 2011 postawiono mu zarzuty handlowania sterydami anabolicznymi. W listopadzie 2015 za handel środkami dopingowymi nałożono na niego karę grzywny.
Mieszka w rodzimym Chieti. Od 2013 związany kohabitacyjnie z Sabriną Di Domizio.

## Warunki fizyczne
- Waga: powyżej 100 kg
- Obwód bicepsa: ok. 50 cm

## Osiągnięcia (wybór)
- 2007: Mr. Universe, federacja NABBA, kategoria Medium-Tall − udział[2]
- 2008: Mr. Universe, federacja NABBA, kategoria Medium-Tall − III m-ce[2]
- 2009: Ludus Maximus, kategoria wagowa superciężka − I m-ce[1]
- 2009: Ludus Maximus, kategoria ogólna − IV m-ce[1]
- 2012: Mistrzostwa Świata w Kulturystyce, federacja IBFA, kategoria Medium Class − IX m-ce[3]
- 2015: Mistrzostwa Włoch w Kulturystyce, federacja IFBB, kategoria wagowa ponad 90 kg − II m-ce[4]
- 2015: Amateur Olympia Europe, federacja IFBB, kategoria wagowa superciężka − VIII m-ce[2]
- 2015: Olympia Day, federacja IFBB, kategoria wagowa ponad 90 kg − II m-ce[5]
- 2015: Amateur Olympia Spain, federacja IFBB, kategoria wagowa superciężka − II m-ce[2]
- 2015: Arnold Amateur Europe, federacja IFBB, kategoria wagowa superciężka − udział[2]
- 2015: EVLS Prague Pro, federacja IFBB, kategoria wagowa ponad 100 kg − VIII m-ce[8]